# Yannick Nyanga
Yannick Nyanga (Kinsasa, 19 de diciembre de 1983) es un jugador francés de rugby nacido en Zaire, que se desempeña como flanker. Juega para la selección francesa y en el Racing Métro 92, y también es conocido por una larga estancia en Toulouse. Formó parte del equipo francés que ganó el Torneo de las Seis Naciones 2006.

## Carrera
Nyanga se unió al AS Béziers en 1998. Nyanga recibió su primera cap con Francia contra Estados Unidos en la gira de 2004 por Norteamérica, haciendo su debut en la victoria 39 a 31 sobre los Estados Unidos en Hartford. Tras su primer partido con Francia, jugó contra Canadá en Toronto, que Francia también ganó, 47 puntos a 13.
En 2005 se estableció firmemente como un titular fijo en el equipo de Francia. Después de estar como reserva en las victorias de Francia sobre Escocia y de Inglaterra durante el Torneo de las Seis Naciones 2005, fue llamado como titular para el resto del torneo; jugó contra Gales, Irlanda e Italia. Francia perdió sólo un partido; contra quienes en definitiva serían ganadores, Gales.
Tras el torneo de las seis naciones, fue incluido en el equipo de Francia que fue de gira a mediados de año. Francia marchó a Sudáfrica, donde jugaron contra los Springboks en una serie de dos tests; empatando el primero, y perdiendo el segundo. También salió contra los Wallabies en Brisbane, que Francia también perdió, 27 a 31. después de que Béziers quedara relegado al Rugby Pro D2, Nyanga firmó con un club destacado, los que entonces eran campeones de la Heineken Cup, Stade Toulousain para la temporada siguiente.
Nyanga después volvió tres veces a la selección, a finales de año, en la victoria sobre Australia en Marsella, Tonga en Toulouse, así como la victoria 50 a 6 sobre Canadá en Nantes, aunque estaba en parte descansado, usado como una reserva. Jugó en todos los partidos del Seis Naciones de 2006 al año siguiente, que Francia al final consiguió ganar.
Toulouse acabó tercero en el Top 14 2005-06, aunque derrotaron a Stade Français en las semifinales para ganar plaza en la final. Toulouse perdió el partido frente a Biarritz 40 a 13. Fue escogido para el equipo nacional de la Copa Mundial de Rugby de 2007.
También ha sido incluido en la selección de rugby de Francia de la Copa Mundial de Rugby de 2015. En el segundo partido de la fase de grupo, contra Rumanía, logró un ensayo en la primera parte, contribuyendo así a la victoria de su equipo 38-11.
donde se proclama campeón del Top 14 francés en 2015-2016 al ganar la final que les enfrenta a [Rugby-Club Toulonnais|Toulon] por 29-21.